# ArcelorMittal Ostrava
49°47′37″ пн. ш. 18°18′57″ сх. д. / 49.79361° пн. ш. 18.31583° сх. д.

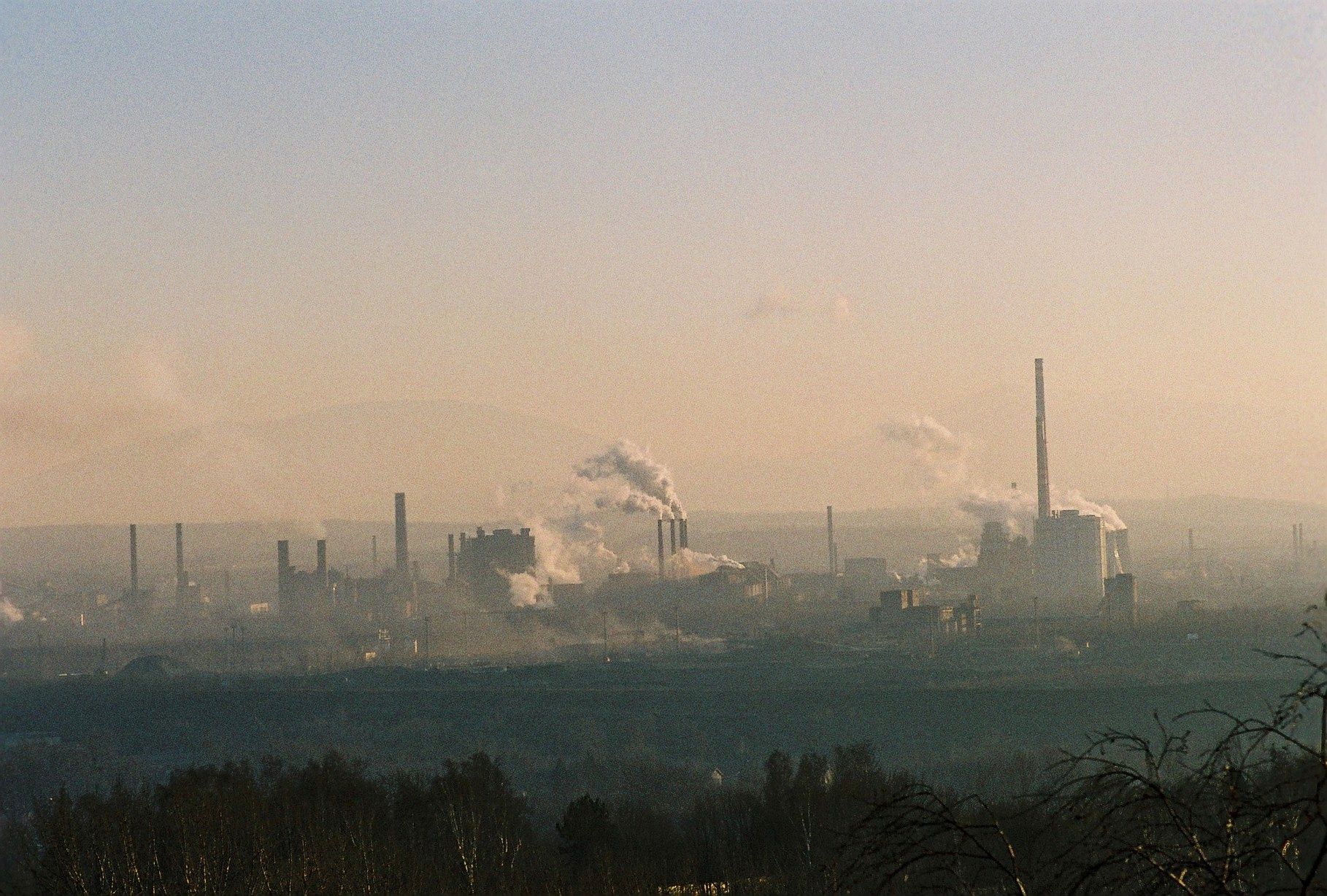
Панорама комбінату.

ArcelorMittal Ostrava (АрселорМіттал Острава) — металургійний комбінат у Чехії, поблизу міста Острава. Введенний в дію 1951 року під назвою «Новий металургійний комбінат імені Клемента Готвальда». Сучасна назва — з 2007 року.

## Історія
В 1970-х роках 10 коксових батарей комбінату були найбільшими у Чехословаччині. На комбінаті працювало 4 доменних печі об'ємом по 1170 м³ кожна. Сталеплавильні цехи виробляли на початку 1970-х років понад 3 млн т сталі на рік. Основною продукцією комбінату були чавун, заготовки, сталева стрічка, профільний прокат, арматурна сталь, сталевий лист, безшовні труби та зварні труби. Комбінат працював на залізній руді, імпортованій з СРСР, і коксівному вугіллі Остравсько-Карвінського кам'яно-вугільного басейну. 1970 року питома вага продукції комбінату у експорті виробів чорної металургії країни становила близько 23%.